# Tignère
Tignère est une ville du Cameroun située dans la région de l'Adamaoua et chef-lieu du département du Faro-et-Déo.

## Population
Lors du recensement de 2005, la commune comptait 34 167 habitants.

## Structure administrative de la commune
OutreTignère proprement dit, la commune comprend les villages suivants :
- Adeck
- Bingti
- Bourle
- Carrefour Galim
- Djactadou (Ngaoutere)
- Doualayel
- Garbaya Djire
- Garbaya Yelwa
- Gassanguel
- Kodjoli
- Labbare Modibbo
- Libong
- Libong Sabongari
- Lougguere Sadou
- Mayo Poutchou
- Mayo Tignere I
- Paro Djaouro Ndjinda
- Paro Lawel
- Ranch Faro
- Sadeck
- Tikar
- Walkossam
- Woulde

## Urbanisme et services publics
La localité dispose d'une centrale électrique isolée exploitée par Enéo d'une capacité installée de 792 kW.